# Штит
Штит (болг. Щит) — село в Хасковській області Болгарії. Входить до складу общини Свиленград.

## Населення
За даними перепису населення 2011 року у селі проживали 106 осіб.
Національний склад населення села:
| Національність   | Кількість осіб | Відсоток |
| ---------------- | -------------- | -------- |
| болгари          | 96             | 91,4%    |
| турки            | 7              | 6,7%     |
| Всього відповіли | 105            |          |

Розподіл населення за віком у 2011 році:
Динаміка населення: